# Kirche Cichy
Die Kirche in Cichy ist ein verputzter Feldsteinbau aus dem 16. Jahrhundert und war bis 1945 evangelisches Gotteshaus für die im ostpreußischen Kirchspiel Czychen (1938–1945 Bolken) lebende Bevölkerung. Heute ist sie eine katholische Pfarrkirche.

## Geographische Lage
Cichy ist ein kleines Dorf und gehört zur Landgemeinde Świętajno (Schwentainen). Es liegt im Nordosten der polnischen Woiwodschaft Ermland-Masuren an einer Nebenstraße, die Kowale Oleckie (Kowahlen, 1938–1945 Reimannswalde) und Sokółki (Sokolken, 1938–1945 Halldorf) mit Gryzy (Griesen) und Dunajek (Duneyken, 1938–1945 Duneiken) verbindet.
Der Standort der Kirche befindet sich in der Ortsmitte, östlich der Hauptstraße und südlich der Nebenstraße nach Barany (Barannen, 1938–1945 Barnen).

## Kirchengebäude
Wenige Jahrzehnte nach Einführung der Reformation in Ostpreußen erhielt Czychen eine Kirche. Sie wurde 1566 errichtet. Es handelt sich um einen Bau aus verputztem Feldstein mit einem eingezogenen Westturm.
Beim Tatareneinfall im Jahr 1656 blieb das Gebäude unzerstört. Ein Tatar soll beim Anblick des Altars mit der Hl. Agnes die Kirche für ein katholisches Gotteshaus gehalten und darum jede Brandschatzung verhindert haben. Im Jahre 1727 wurde die Kirche grundlegend erneuert.
Im Innenbereich ist das hölzerne Gewölbe in der Mitte leicht gewölbt – über den Emporen beiderseits ansteigend.
Im Jahre 1520 entstand ein gotischer Klappschrein, dessen Marienfigur man jedoch entfernte. Gemälde aus dem 17. und 18. Jahrhundert wurden übermalt. Altar und Kanzel aus dem 18. Jahrhundert bildeten ein Ganzes. Das Triptychon aus dem 16. Jahrhundert zeigt die Hl. Agnes.
Im Jahre 1760 erhielt die Kirche eine Orgel, angeblich aus Kussen (russisch Wesnowo) im Kreis Pillkallen erworben. Das Geläut der Kirche bestand aus zwei Glocken.
Im Zweiten Weltkrieg wurde das Gotteshaus nur gering in Mitleidenschaft gezogen. Im Jahr 1975 wurde es restauriert und den Zwecken einer katholischen Kirche angepasst. In ihr befinden sich eine aus Eichenholz geschnitzte Grabplatte eines Kindes Annacatrina († in den 1620er Jahren) sowie Grabmalplatten der Familie Gizycki aus dem 17. Jahrhundert. Die Kirche dient heute als katholische Pfarrkirche und ist der Gottesmutter von Tschenstochau geweiht.

## Kirchengemeinde

### Kirchengeschichte
Die evangelische Kirchengemeinde Czychen mit ihrem weitflächigen Kirchspiel wurde noch in der Zeit der Reformation gegründet. Das Kirchenpatronat war staatlich. Im Jahr 1925 zählte das Kirchspiel 5.200 Gemeindeglieder, die in fast 30 Orten, Ortschaften und Wohnplätzen lebten. Sie wurden anfangs von einem, ab 1656 von zwei Geistlichen betreut.
Die Pfarrei Czychen (1938–1945 Pfarrei Bolken) gehörte bis 1945 zum Kirchenkreis Oletzko/Treuburg in der Kirchenprovinz Ostpreußen der Evangelischen Kirche der Altpreußischen Union. Flucht und Vertreibung der einheimischen Bevölkerung ließen das Gemeindeleben so gut wie beenden. Hier jetzt lebende evangelische Kirchenglieder orientieren sich zur Kirchengemeinde in Gołdap (Goldap), einer Filialgemeinde der Pfarrei in Suwałki in der Diözese Masuren der Evangelisch-Augsburgischen Kirche in Polen.
Seit 1952 ist Cichy ein katholischer Seelsorgebezirk, der 1962 in eine selbständige Pfarrgemeinde umgewandelt wurde. Sie ist Teil eines der beiden Dekanate in Olecko im Bistum Ełk (Lyck) der Katholischen Kirche in Polen. Die Kirche Cichy ist jetzt Mutterkirche dreier Filialkirchen in Mazury (Masuhren, 1938–1945 Masuren), in Sokółki (Sokolken, 1938–1945 Halldorf) und in Czerwony Dwór (Rothebude).

### Kirchspielorte (bis 1945)
Zum weitflächigen Kirchspiel der Kirche in Czychen gehörten die Orte, Ortschaften und Wohnplätze:
| Name           | Änderungsname 1938 bis 1945 | Polnischer Name   |  | Name                                  | Änderungsname 1938 bis 1945 | Polnischer Name |
| -------------- | --------------------------- | ----------------- |  | ------------------------------------- | --------------------------- | --------------- |
| *Barannen      | Barnen                      | Barany            |  | Könitzberg                            | (seit 1929) Gertrudenhof    | Niemsty         |
| *Borken        |                             | Borki             |  | Ludwigswalde                          |                             | Lodygi          |
| *Czukten       | Schuchten                   | Czukty            |  | *Masuhren                             | Masuren                     | Mazury          |
| *Czychen       | Bolken                      | Cichy             |  | *Neuendorf                            |                             | Jabłonowo       |
| *Diebowen      | Diebauen                    | Dybowo            |  | Neu Statzen                           |                             | Nowe Stacze     |
| Fischerbude    |                             | Budy              |  | Pillwung, Forst                       |                             | Pilwągi         |
| *Gollubien     | Friedberg                   | Golubie Wężewskie |  | Rdzawen                               | Rostau                      | Rdzawe          |
| Grappendorf    | Kleinbolken                 | Cicha Wólka       |  | *Rogonnen (Dorf) und Rogonnen (Forst) |                             | Rogojny         |
| Griesen        |                             | Gryzy             |  | Romannsmorgen                         |                             |                 |
| Grindashof     | Kleinrogonnen               |                   |  | *Sawadden                             | Schwalgenort                | Zawady Oleckie  |
| Hohenau        |                             | Gorka             |  | *Schwalg                              |                             | Szwałk          |
| Ilgenthal      |                             |                   |  | *Sokolken                             | Halldorf                    | Sokółki         |
| *Jurken        | Jürgen                      | Jurki             |  | *Statzen                              |                             | Stacze          |
| Klein Sawadden | Kleinschwalgenort           | Zawady Małe       |  | Wensöwen                              | Eibenau                     | Wężewo          |

### Pfarrer (bis 1945)
An der Kirche in Czychen amtierten bis 1945 als evangelische Geistliche:
- Martin Kurzastcowius, 1579/1598
- Andreas Wannowius, 1625
- Johann Allan, 1650
- Albert Rohde, 1655–1664
- Paul/Pawel Gisevius d. Ä., 1656–1677
- Stan. Bistram de Radlin, 1664–1667
- Michael Grodzick, 1667
- Martin Breuer, 1667–1673
- Miachel Adami, 1673–1706
- Paul Gisevius d. J., 1683–1715
- Wilhelm Tyßka, 1706–1710
- Andreas Tyßka, 1710–1742
- Martin Westerholz, 1712–1721
- Friedrich Roggon, 1721–1730
- Melchior Adam Bannisius, 1730–1733
- Johann Horn, 1734–1741
- Theophilus Baranski, 1742–1743
- Christian Swonkowski, 1743–1759
- Christian Wannowius, 1743–1768
- Friedrich Skrzeczka, 1759–1800
- Georg Gottfried Salomo, 1768–1771
- Christian Jerosch, 1771–1779
- Johann Reinhard Orlowius, 1779–1797
- Carl Jacob Kempen, 1798–1821
- Daniel Friedrich Skrzeczka, 1801–1811
- Johann Salkowski, 1811–1823
- Carl Adam Rohmann, 1822–1838
- Friedrich Johswich, 1825–1837
- Friedrich August Ballnus, 1837–1871
- Wilhelm Ernst Gregorovius, ab 1839
- Gottlieb Treskatis, 1847–1858
- Heinrich Theodor Buzello, 1858–1859
- Friedrich Heym. Cludius, 1859–1869
- Franz August Unterberger, 1869–1874
- Ludwig Eugen Posseldt, 1872–1908
- Carl Heinrich Neumann, 1875–1883
- D. Gotthold J. Hassenstein, 1888–1891
- Julius Adolf G. von Popwski, 1892–1907
- Ernst Max Franz Thews, 1907–1919
- Bruno Albert Rathke, 1909–1912
- Oswald Lux, 1918–1935
- Eugen Bauer, 1923–1925
- Johannes Brandtner, 1926–1930
- Hermann Ederberg, 1935–1945
- Horst Oberländer, 1938–1939
- Willy Reske, 1943–1945